# چارلز میر
چارلز مِـیـِر (انگلیسی: Charles Mayer؛ زادهٔ ۱۳ فوریهٔ ۱۹۷۰) بازیگر اهل بریتانیا است.
از فیلم‌ها یا مجموعه‌های تلویزیونی که وی در آن‌ها نقش داشته است، می‌توان به ایپ من ۲ اشاره نمود.